# Experiment perillós
 Experiment perillós  (original: Experiment Perilous) és una pel·lícula estatunidenca dirigida per Jacques Tourneur, estrenada el 1944 i doblada al català

## Argument
El 1903, el doctor Hunt Bailey coneix una estranya dona durant un viatge amb tren. Bailey, malgrat l'halo de misteri que envolta Alida Bederaux, queda enganxat de la seva bellesa i a través d'un amic aconsegueix entrar en el seu cercle privat. Alida és l'esposa de Nick Bederaux, un conegut filantrop que en conèixer la professió de Bailey, li demanarà que demostri que la seva dona està boja. Però quan Bailey comença a aprofundir a l'entramat passat dels Bederaux, amb diverses morts relacionades amb la família, comença a dubtar sobre qui està realment boig.

## Repartiment
- Hedy Lamarr: Allida Bederaux
- George Brent: el doctor Huntington Bailey
- Albert Dekker: Clag
- Carl Esmond: Maitland
- Olive Blakeney: Cissie
- George N. Neise: Alec
- Margaret Wycherly: Maggie
- Stephanie Bachelor: Elaine
- Mary Servoss: La Srta. Wilson
- Julia Dean: Deria
- William Post Jr.: el representant del ministeri públic

## Al voltant de la pel·lícula
- Per a les escenes on canta, Hedy Lamarr va ser doblada per l'actriu Paula Raymond.

## Nominacions
- Oscar a la millor direcció artística per Albert S. D'Agostino, Jack Okey, Darrell Silvera i Claude E. Carpenter el 1946.